# Euredit
Euredit fue una editorial española, ubicada en Barcelona, activa entre 1969 y 1975.

## Trayectoria
Euredit comenzó editando la continuación de la colección de novelas de espionaje B.A.N.G. (Bringer Advice Nomenclatura Gemini) de Antonio Viader, después de que éste hubiera abandonado la editorial Ferma. Un año después, empezó a editar tebeos para jóvenes (Historias del Oeste de Bonelli y Misión Imposible de Fleetway) y niños (adaptaciones de personajes cinematográficos como Laurel y Hardy y televisivos como Calimero o Casper). También lanzó una colección de libros de terror con el título de "Fetiche". A partir de 1973 editó colecciones de humor más adulto: Humor Siglo XX, donde bajo la coordinación de Antonio Martín apareció por primera vez el Superlópez de Jan, y la revista "Mad" con el título de Locuras.